# William Hart-Bennett
William M. Hart-Bennett CMG (* 1861; † 4. September 1918) war ein britischer Kolonialverwalter.

## Biografie
Hart-Bennett amtierte vom 22. Juni bis zum 1. September 1904 als Gouverneur der Falkland-Inseln und war ab dem 29. Januar 1918 Gouverneur von Britisch-Honduras. Er verstarb noch im gleichen Jahr infolge einer Verletzung, die er sich bei einem Brandunglück am 17. August des Jahres zugezogen hatte. Er war verheiratet mit der Schriftstellerin Ella Mary, geborene Tuck, welche 1914 beim Untergang der RMS Empress of Ireland ums Leben kam.